# Leek (Staffordshire)
Leek è una cittadina inglese nella contea dello Staffordshire ed è il capoluogo amministrativo del distretto Staffordshire Moorlands.